# Vitstreckad fältmätare
Vitstreckad fältmätare (Perizoma albulata) är en fjärilsart som beskrevs av Ignaz Schiffermüller 1775. Vitstreckad fältmätare ingår i släktet Perizoma och familjen mätare. Arten är reproducerande i Sverige. Inga underarter finns listade i Catalogue of Life.